# St.-Barbara-Ufer
Das St.-Barbara-Ufer ist eine Straße entlang des Moselufers in Trier-Süd. Sie verbindet das Pacelliufer mit dem Johanniterufer. Benannt ist die Straße nach dem ehemaligen Trierer Vorort St. Barbara, der seinen Namen von dem abgegangen gleichnamigen Dominikanerkloster (1190 bis 1556) hatte. Die Straße trägt ihren Namen seit 1888.
An der Straße stehen mehrere Kulturdenkmäler. Darunter ist besonders die sogenannten Konstantinsäule nahe der Römerbrücke zu erwähnen. Dabei handelt es sich um einen achteckigen, neugotischen Pfeiler von 1847, der Teil des St.-Barbara-Tores von Trier war. Die Säule stammt angeblich von 1726. Das Standbild des römischen Kaisers Konstantin ist allerdings nicht das Original, sondern eine Replik. Das Original befindet sich heute im Palastgarten. Das Zolltor St. Barbara selbst wurde 1815 von Johann Georg Wolff im klassizistischen Stil errichtet und hatte insgesamt vier Pfeiler. Schon während der Bauzeit war das Tor stark umstritten. Bis auf die Konstantinsäule ist heute nichts mehr von dem Ende des 19. Jahrhunderts wieder abgerissenen Stadttor erhalten.
Historisch standen längs der Straße stadtseitig mehrere historisierende und klassizistische Wohnhäuser, von denen jedoch die Mehrheit im Laufe des 20. Jahrhunderts abgerissen wurde. Von den noch erhaltenen Wohngebäuden stehen die Hausnummer 1b, 3 und 4 unter Denkmalschutz.